# Nelson (album)
Nelson è il quattordicesimo album del cantautore italiano Paolo Conte, pubblicato il 12 ottobre 2010 per l'etichetta discografica Platinum (gruppo Universal).

## Descrizione
L'album è stato anticipato dal singolo L'orchestrina, in rotazione nelle radio italiane dal 24 settembre 2010.
All'interno del disco sono contenuti brani cantanti in italiano, francese, spagnolo e napoletano. Conte ha spiegato questa scelta dicendo che l'uso delle diverse lingue era richiesto dall'atmosfera dei singoli brani.
L'album trae il proprio titolo dal nome del cane del cantautore, morto nel 2008 e ritratto anche sulla copertina del disco.
Il cantautore ha in tal proposito affermato: «non l'ho messo in nessuna canzone e allora gli ho intitolato il disco».
L'album è dedicato anche a Renzo Fantini, produttore che a lungo aveva collaborato con Paolo Conte, scomparso nel marzo 2010.

## Tracce
Testi e musiche di Paolo Conte.
1. Tra le tue braccia – 4:42
2. Jeeves – 2:53
3. Enfant prodige – 3:08
4. Clown – 4:25
5. Nina – 3:40
6. Galosce selvagge – 3:25
7. Storia minima – 2:34
8. C'est beau – 3:20
9. Massaggiatrice – 3:06
10. Sarah – 3:33
11. Sotto la luna bruna – 3:40
12. Suonno è tutt'o suonno – 3:36
13. Los amantes del mambo – 3:29
14. L'orchestrina – 3:24
15. Bodyguard for Myself – 3:13

Durata totale: 52:08

## Formazione
- Paolo Conte – voce, pianoforte, kazoo
- Nunzio Barbieri – chitarra
- Massimo Pitzianti – clarinetto, sassofono soprano, sassofono baritono, fisarmonica, bandoneón, pianoforte, sintetizzatore
- Daniele Dall'Omo – chitarra
- Jino Touche – contrabbasso, cori, basso, chitarra
- Daniele Di Gregorio – batteria, percussioni, sintetizzatore
- Luca Enipeo – chitarra
- Piergiorgio Rosso – violino
- Alberto Mandarini – tromba
- Claudio Chiara – sassofono tenore, flauto, contrabbasso
- Luca Velotti – clarinetto, sax alto
- Lucio Caliendo – oboe, fagotto

## Classifiche
| Classifica (2010) | Posizione massima |
| ----------------- | ----------------- |
| Austria           | 73                |
| Belgio (Vallonia) | 56                |
| Francia           | 121               |
| Italia            | 4                 |